# Зелиньский, Анджей Францишек
Анджей Францишек Зелиньский (пол. Andrzej Franciszek Zieliński, род. 20 августа 1936 года, Варшава, ум. 8 декабря 2021 года, Варшава) — польский легкоатлет, вице-чемпион Олимпийских игр 1964 года.
Специализировался в спринте. Завоевал серебряную медаль в эстафете 4×100 метров на XVIII Летних Олимпийских играх в Токио в 1964 году (состав: Анджей Францишек Зелиньский, Мариан Фоик, Веслав Маняк, Мариан Дудзяк). На этих же играх участвовал в соревнованиях по бегу на 200 метров, выйдя в четвертьфинал.
Также завоевал серебряную медаль на VII чемпионате Европы в Белграде в 1962 году в эстафете 4×100 метров (состав: Мариан Фоик, Ежи Юсковяк и Збигнев Сыка).
Четырежды становился чемпионом Польши: в беге на 100 м. в 1959 и 1962, на 200 м. в 1962 и в эстафете 4×100 метров в 1964. Выступал за клуб «Гвардия (Варшава)».
После окончания карьеры стал тренером.